# Поліплоїдія

Поліплоїдія

Поліплоїдія — це стан, за якого спостерігається кратне збільшення набору хромосом у рослин і тварин.Буває природною і частіше за все притаманна у пустелях, Арктиці та на високогір'ях. Поліплоїдію можна віднести до геномних мутацій.
Дає змогу вирощувати гібридні види рослин великих розмірів і тому, активно використовується в селекції.
Вперше була відкрита Герасимовим І. у 1890 р., далі поняття було введено Е.Страсбургером.

## Поширення у природі
У природних умовах було знайдено поліплоїдні гібриди у покритонасінних рослин.
Зафіксовані різні види кавового дерева з набором хромосом 22, 44, 66 і 88.

## Способи виникнення поліплоїдії

### У природі:
- Утворення статевих клітин шляхом мітозу замість мейозу ;
- Випадкове подвоєння соматичних клітин рослин;
- Адаптація до важких умов життя.

### Штучний спосіб:
- Вплив низьких температур на біологічний об'єкт;
- Вплив ультразвуком;
- Вплив ІФ випромінюванням;
- Вплив рентгенівським випромінюванням;
- Вплив хімічними речовинами:

Виникнення поліплоїдних гібридів можливе завдяки речовині колхіцин. Було проведено дослід з цибулею, на клітини якої наносили розчин колхіцину, у результаті кількість хромосом зросла до 1000. Він руйнує веретена поділу під час поділу клітин.

## Поліплоїдія у тварин
Поліплоїдія притаманна тваринам набагато рідше, ніж рослинам. Вона зустрічається у комах, земноводних і плазунів.

## Поліплоїдія у людини
Поліплоїдія у людини не сумісна із життям, бо призведе до численних мутацій та є неетичним прикладом втручання у геном людини, що у більшості країн світу є забороненою практикою.

## Автополіплоїдія
Автополіплоїдія називають явище кратного (більше 2х разів) збільшення в клітинах організму, хромомного набору.
Буває збалансована, коли хромосомний набір збільшується парним числом (4n-тетраплоїдні організми, 6n-гексаплоїдні) та незбалансована, коли набір хромосом має непарне число хромосом (5n - пентаплоїдні організми).Негативним значення штучного використання автоплоїдії є те, що ускладнюються генетичні механізми передачі спадкової інформації, збільшується ризик мутації та стерильності організмів.

## Аллополіплоїдія
Аллополіплоїдія - це явище,за якого біологічні організми різних видів схрещують свої хромосомні набори.